# Axiom Mission 3
Axiom Mission 3 (sau Ax-3) este un zbor spațial privat către Stația Spațială Internațională. Zborul a fost lansat pe 18 ianuarie 2024, și se așteaptă să dureze aproximativ 14 zile. Este operat de Axiom Space și folosește o navă spațială Crew Dragon.

## Echipaj
Toți cei patru membri ai echipajului au experiență ca piloți militari. Michael López-Alegría va fi comandantul, fiind angajat al Axiom; Walter Villadei din Forțele Aeriene italiene va fi pilotul misiunii. Specialiștii misiunii sunt Alper Gezeravcı, care va fi primul astronaut din Turcia, iar suedezul Marcus Wandt este primul membru al grupului de astronauți din 2022 al Agenției Spațiale Europene care va primi o misiune de zbor spațial. Este, de asemenea, „prima misiune comercială de zbor spațial pentru un astronaut sponsorizat de ESA”. 
Componenta misiunii lui Wandt se numește „Muninn”  deoarece se va suprapune cu misiunea colegului său scandinav, astronautul ESA Andreas Mogensen –  „Huginn”.
| Post                       | Astronaut                                                    | Astronaut                                                    |
| -------------------------- | ------------------------------------------------------------ | ------------------------------------------------------------ |
| Comandantul navei spațiale | / Michael López-Alegría, Axiom Space al șaselea zbor spațial | / Michael López-Alegría, Axiom Space al șaselea zbor spațial |
| Pilot                      | Walter Villadei al doilea zbor spațial                       | Walter Villadei al doilea zbor spațial                       |
| Specialist misiune 1       | Alper Gezeravcı primul zbor spațial                          | Alper Gezeravcı primul zbor spațial                          |
| Specialist misiune 2       | Marcus Wandt, SNSA / ESA First zbor spațial                  | Marcus Wandt, SNSA / ESA First zbor spațial                  |

### Echipaj de rezervă
| Post                       | Astronaut                   | Astronaut                   |
| -------------------------- | --------------------------- | --------------------------- |
| Comandantul navei spațiale | Peggy Whitson, Axiom Space  | Peggy Whitson, Axiom Space  |
| Specialist misiune         | Tuva Cihangir Atasever, TSA | Tuva Cihangir Atasever, TSA |